# 235 (nombre)
Cet article concerne le nombre 235. Pour l'année, voir 235.
235 (deux cent trente-cinq) est l'entier naturel qui suit 234 et qui précède 236.

## En mathématiques
deux cent trente-cinq est :
- la somme de trois nombres premiers consécutifs (73 + 79 + 83),
- la fonction de Mertens retourne 0 pour ce nombre,
- un nombre de Smarandache-Wellin,
- un nombre triangulaire centré.

## Dans d'autres domaines
deux cent trente-cinq est aussi :
- un isotope de l'uranium, 235U qui est utilisé pour alimenter les réacteurs nucléaires, il a été utilisé dans la première bombe atomique.
- Années historiques : -235, 235.